# قائمة الفلسفات
هذه قائمة الفلسفات مرتبة أبجدياً:

## أ
أخلاقيات الفضيلة - أخلاقيات علم الأحياء - فلسفة أفريقية - إكسيولوجيا - إيثار - إلوهية - إنسانية مسيحية - إلحاد - فلسفة اجتماعية - أخلاقيات تطبيقية - فلسفة إسكندنافية - إنسانية علمانية - إنسانية دينية - فلسفة إصلاحية - فلسفة إيطالية - اختزالية - الفلسفة الإغريقية - فلسفة ألمانية - فلسفة إنجليزية - أخلاقيات بيئية - أفلاطونية - فلسفة الإدراك الحسي - فلسفة إسلامية - أخلاقيات الحاسوب - فلسفة الأدب - إبيقوريون - الاسمية - أفلاطونية محدثة - أخلاقيات عصبية - أخلاقيات فوقية - إنسانية - أصلانية - أخلاقيات - الأخلاق الواجبة -

## ب
برهنة - بعد إنسانية - فلسفة بوذية - بنيوية - فلسفة بولندية - بيرونية - براغماتية - فلسفة بريطانية - فلسفة البيولوجيا - فلسفة بوذية -

## ت
تعدد القيم - فلسفة تحليلية - فلسفة تشيكية - التجريبية - فلسفة التربية - فلسفة التاريخ - التوافقية - فلسفة التأليف - تفكيكية - تفاؤلية علمية - فلسفة تجريبية -

## ث
الثنوية -

## ج
جماليات - جاينية - الجمعية - جماعية - فلسفة الجنس -

## ح
فلسفة الحرب - حتمية أخلاقية - حداثة - الحدسية - حتمية -

## خ
خارجيانية -

## د
فلسفة الدين - الفلسفة الدنماركية - الفلسفة الدائمة - داخليانية -

## ذ
ذاتية - الذرائعية -

## ر
رواقية - فلسفة روسية - فلسفة رومانية - رومانسية (فن) - فلسفة الرياضيات -

## ز
زن - فلسفة زائفة - فلسفة الزمان والمكان -

## س
سلامية - سريالية - فلسفة السياسة -

## ش
فلسفة شرقية - فلسفة شرعية - شكوكية فلسفية - شخصانية - شمولية أخلاقية -

## ص
فلسفة صينية -

## ط
طبعانية (فلسفة) - فلسفة طاوية -

## ظ
ظاهراتية -

## ع
عقلانية - فلسفة العملية - فلسفة علم الاجتماع - فلسفة العلوم - علم التأويل - علم النفس الفلسفي - فلسفة علم الأعصاب - فلسفة العقل - عواقبية - علم الظواهر - علم الوجود - عدمية - العقلانية النقدية -

## غ
غائية - فلسفة غربية -

## ف
فردانية - فيثاغورية - فلسفة فرنسية - الفيزيائية - فلسفة الفيزياء - فلسفة الفلسفة

## ق
فلسفة قديمة - فلسفة القرون الوسطى - الفلسفة القارية - قابلية الخطأ - قدرية - فلسفة القانون -

## ك
كلي - كانطية - فلسفة كورية - فلسفة كونفوشية - الكمالية - كلانية - الكلبية -

## ل
لاأدرية - لاواقعية - فلسفة اللغة -

## م
مثالية - ماركسية - مادية - فلسفة متعالية - فلسفة ما بعد الحداثة - مدرسية (فلسفة) - منطق - مثالية ذاتية - مادية إقصائية - مادية اختزالية - فلسفة مسيحية -
ما بعد الحداثة - ما بعد الإنسانية - ما بعد البنيوية - فلسفة ما بعد التحليلية - مذهب الذرية المنطقية - مذهب المتعة - ممارسة فلسفية - ما وراء الطبيعة - المدرسة المشائية - الموضوعية - مثالية موضوعية - مثالية ألمانية - منطقانية -

## ن
نظرية القيم - نفعية - نظرية الحرب العادلة - نسبوية - نظرية تكاملية - نظرية حرجة - نظرية الفعل - نسبية أخلاقية - نظرية المعرفة -

## هـ
فلسفة هنغارية - فلسفة هندوسية - فلسفة هندية

## و
وحدة الأنا - الوجودية المسيحية - واقعية - وحدة الوجود - وضعية - واقعية أفلاطونية - واقعية أخلاقية - الوظائفية - واحدية - وضعية منطقية - وجودية -

## ي
فلسفة يابانية - فلسفة يهودية - فلسفة يونانية -
- أ
- ب
- ت
- ث
- ج
- ح
- خ
- د
- ذ
- ر
- ز
- س
- ش
- ص
- ض
- ط
- ظ
- ع
- غ
- ف
- ق
- ك
- ل
- م
- ن
- هـ
- و
- ي

## اقرأ أيضاً
- قائمة بالمدارس الفلسفية
- قائمة الفلاسفة